# Más Más Más
Más Más Más is een Nederlands nummer van zanger Rolf Sanchez dat werd uitgebracht op 17 juli 2020. Met dit nummer scoorde Sanchez zijn eerste nummer één hit. Het nummer is geschreven door onder andere Rolf Sanchez, Kraantje Pappie en Paul Sinha.
Het nummer behaalde diverse hitlijsten waaronder de eerste plek in de Nederlandse Top 40 en Single Top 100 en de achtste plek in de Vlaamse Ultratop 50.

## Hitnoteringen

### Nederlandse Top 40
| Hitnotering: 01-08-2020 t/m 28-11-2020 | Hitnotering: 01-08-2020 t/m 28-11-2020 | Hitnotering: 01-08-2020 t/m 28-11-2020 | Hitnotering: 01-08-2020 t/m 28-11-2020 | Hitnotering: 01-08-2020 t/m 28-11-2020 | Hitnotering: 01-08-2020 t/m 28-11-2020 | Hitnotering: 01-08-2020 t/m 28-11-2020 | Hitnotering: 01-08-2020 t/m 28-11-2020 | Hitnotering: 01-08-2020 t/m 28-11-2020 | Hitnotering: 01-08-2020 t/m 28-11-2020 | Hitnotering: 01-08-2020 t/m 28-11-2020 | Hitnotering: 01-08-2020 t/m 28-11-2020 | Hitnotering: 01-08-2020 t/m 28-11-2020 | Hitnotering: 01-08-2020 t/m 28-11-2020 | Hitnotering: 01-08-2020 t/m 28-11-2020 | Hitnotering: 01-08-2020 t/m 28-11-2020 | Hitnotering: 01-08-2020 t/m 28-11-2020 | Hitnotering: 01-08-2020 t/m 28-11-2020 | Hitnotering: 01-08-2020 t/m 28-11-2020 | Hitnotering: 01-08-2020 t/m 28-11-2020 |
| Week:                                  | 1                                      | 2                                      | 3                                      | 4                                      | 5                                      | 6                                      | 7                                      | 8                                      | 9                                      | 10                                     | 11                                     | 12                                     | 13                                     | 14                                     | 15                                     | 16                                     | 17                                     | 18                                     |                                        |
| -------------------------------------- | -------------------------------------- | -------------------------------------- | -------------------------------------- | -------------------------------------- | -------------------------------------- | -------------------------------------- | -------------------------------------- | -------------------------------------- | -------------------------------------- | -------------------------------------- | -------------------------------------- | -------------------------------------- | -------------------------------------- | -------------------------------------- | -------------------------------------- | -------------------------------------- | -------------------------------------- | -------------------------------------- | -------------------------------------- |
| Positie:                               | 38                                     | 23                                     | 16                                     | 9                                      | 3                                      | 1                                      | 1                                      | 2                                      | 2                                      | 2                                      | 2                                      | 5                                      | 11                                     | 17                                     | 24                                     | 30                                     | 35                                     | 39                                     | uit                                    |

### NederlandseSingle Top 100
| Hitnotering: 01-08-2020 t/m 21-08-2021 | Hitnotering: 01-08-2020 t/m 21-08-2021 | Hitnotering: 01-08-2020 t/m 21-08-2021 | Hitnotering: 01-08-2020 t/m 21-08-2021 | Hitnotering: 01-08-2020 t/m 21-08-2021 | Hitnotering: 01-08-2020 t/m 21-08-2021 | Hitnotering: 01-08-2020 t/m 21-08-2021 | Hitnotering: 01-08-2020 t/m 21-08-2021 | Hitnotering: 01-08-2020 t/m 21-08-2021 | Hitnotering: 01-08-2020 t/m 21-08-2021 | Hitnotering: 01-08-2020 t/m 21-08-2021 | Hitnotering: 01-08-2020 t/m 21-08-2021 | Hitnotering: 01-08-2020 t/m 21-08-2021 | Hitnotering: 01-08-2020 t/m 21-08-2021 | Hitnotering: 01-08-2020 t/m 21-08-2021 | Hitnotering: 01-08-2020 t/m 21-08-2021 | Hitnotering: 01-08-2020 t/m 21-08-2021 | Hitnotering: 01-08-2020 t/m 21-08-2021 | Hitnotering: 01-08-2020 t/m 21-08-2021 | Hitnotering: 01-08-2020 t/m 21-08-2021 | Hitnotering: 01-08-2020 t/m 21-08-2021 |
| Week:                                  | 1                                      | 2                                      | 3                                      | 4                                      | 5                                      | 6                                      | 7                                      | 8                                      | 9                                      | 10                                     | 11                                     | 12                                     | 13                                     | 14                                     | 15                                     | 16                                     | 17                                     | 18                                     | 19                                     | 20                                     |
| -------------------------------------- | -------------------------------------- | -------------------------------------- | -------------------------------------- | -------------------------------------- | -------------------------------------- | -------------------------------------- | -------------------------------------- | -------------------------------------- | -------------------------------------- | -------------------------------------- | -------------------------------------- | -------------------------------------- | -------------------------------------- | -------------------------------------- | -------------------------------------- | -------------------------------------- | -------------------------------------- | -------------------------------------- | -------------------------------------- | -------------------------------------- |
| Positie:                               | 85                                     | 33                                     | 17                                     | 7                                      | 1                                      | 1                                      | 2                                      | 3                                      | 2                                      | 4                                      | 6                                      | 6                                      | 6                                      | 10                                     | 11                                     | 15                                     | 22                                     | 25                                     | 30                                     | 44                                     |
| Week:                                  | 21                                     | 22                                     | 23                                     | 24                                     | 25                                     | 26                                     | 27                                     | 28                                     | 29                                     | 30                                     | 31                                     | 32                                     | 33                                     | 34                                     | 35                                     | 36                                     | 37                                     | 38                                     | 39                                     | 40                                     |
| Positie:                               | 54                                     | 53                                     | 77                                     | 42                                     | 42                                     | 39                                     | 48                                     | 45                                     | 51                                     | 59                                     | 54                                     | 62                                     | 68                                     | 66                                     | 63                                     | 68                                     | 69                                     | 85                                     | 77                                     | 67                                     |
| Week:                                  | 41                                     | 42                                     | 43                                     | 44                                     | 45                                     | 46                                     | 47                                     | 48                                     | 49                                     | 50                                     | 51                                     | 52                                     | 53                                     | 54                                     | 55                                     | 56                                     |                                        |                                        |                                        |                                        |
| Positie:                               | 67                                     | 66                                     | 81                                     | 98                                     | 73                                     | 74                                     | 79                                     | 88                                     | 84                                     | 88                                     | 94                                     | 89                                     | 86                                     | 94                                     | 85                                     | 89                                     | uit                                    |                                        |                                        |                                        |

### Vlaamse Ultratop 50
| Hitnotering: 26-09-2020 t/m 13-02-2021 | Hitnotering: 26-09-2020 t/m 13-02-2021 | Hitnotering: 26-09-2020 t/m 13-02-2021 | Hitnotering: 26-09-2020 t/m 13-02-2021 | Hitnotering: 26-09-2020 t/m 13-02-2021 | Hitnotering: 26-09-2020 t/m 13-02-2021 | Hitnotering: 26-09-2020 t/m 13-02-2021 | Hitnotering: 26-09-2020 t/m 13-02-2021 | Hitnotering: 26-09-2020 t/m 13-02-2021 | Hitnotering: 26-09-2020 t/m 13-02-2021 | Hitnotering: 26-09-2020 t/m 13-02-2021 | Hitnotering: 26-09-2020 t/m 13-02-2021 | Hitnotering: 26-09-2020 t/m 13-02-2021 | Hitnotering: 26-09-2020 t/m 13-02-2021 | Hitnotering: 26-09-2020 t/m 13-02-2021 | Hitnotering: 26-09-2020 t/m 13-02-2021 | Hitnotering: 26-09-2020 t/m 13-02-2021 | Hitnotering: 26-09-2020 t/m 13-02-2021 | Hitnotering: 26-09-2020 t/m 13-02-2021 | Hitnotering: 26-09-2020 t/m 13-02-2021 | Hitnotering: 26-09-2020 t/m 13-02-2021 |
| Week:                                  | 1                                      | 2                                      | 3                                      | 4                                      | 5                                      | 6                                      | 7                                      | 8                                      | 9                                      | 10                                     | 11                                     | 12                                     | 13                                     | 14                                     | 15                                     | 16                                     | 17                                     | 18                                     | 19                                     | 20                                     |
| -------------------------------------- | -------------------------------------- | -------------------------------------- | -------------------------------------- | -------------------------------------- | -------------------------------------- | -------------------------------------- | -------------------------------------- | -------------------------------------- | -------------------------------------- | -------------------------------------- | -------------------------------------- | -------------------------------------- | -------------------------------------- | -------------------------------------- | -------------------------------------- | -------------------------------------- | -------------------------------------- | -------------------------------------- | -------------------------------------- | -------------------------------------- |
| Positie:                               | 42                                     | 22                                     | 21                                     | 16                                     | 22                                     | 11                                     | 10                                     | 13                                     | 11                                     | 8                                      | 12                                     | 17                                     | 9                                      | 10                                     | 9                                      | 24                                     | 24                                     | 18                                     | 20                                     | 30                                     |
| Week:                                  | 21                                     |                                        |                                        |                                        |                                        |                                        |                                        |                                        |                                        |                                        |                                        |                                        |                                        |                                        |                                        |                                        |                                        |                                        |                                        |                                        |
| Positie:                               | 46                                     | uit                                    |                                        |                                        |                                        |                                        |                                        |                                        |                                        |                                        |                                        |                                        |                                        |                                        |                                        |                                        |                                        |                                        |                                        |                                        |